# Hussein ibn Hussein
Hussein ibn Hussein (turc: Hüseyin bin Hüseyin) o al-Husayn ibn al-Husayn o Hussayn III (àrab: حسين, Ḥusayn) (Esmirna, 1773 - Alexandria, 30 d'octubre de 1838) fou el darrer dey otomà de la Regència d'Alger que va governar del 1818 al 1830.

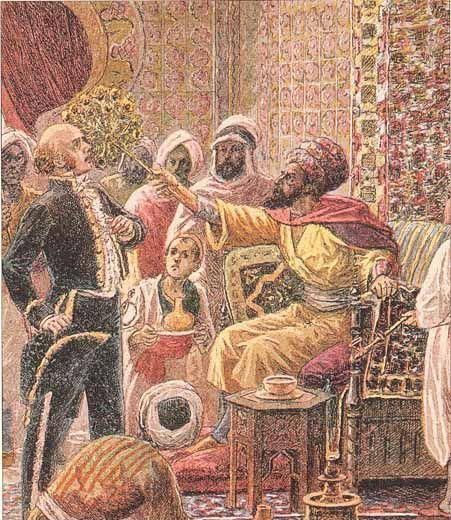
El dei Hussein insultant el cònsol francès, fet que causà la invasió francesa.

Exercia un alt càrrec a l'aparell de recaptació de tributs quan va morir el dey Ali V ibn Ahmed (Ali Khodja) l'1 de març de 1818, a causa de la pesta, i va ocupar el seu lloc. Va obrir el seu govern amb algunes mesures de clemència, però aviat va patir dos atemptats el que el va fer tancar a la casba rodejat d'una guàrdia amaziga.
Durant el seu govern va enviar vaixells i soldats per ajudar a la Porta a combatre la revolta grega. El congrés d'Aix-la-Chapelle el va convidar a suprimir la corsa a la mar i a abolir l'esclavatge, i com que no en va fer cas francesos i anglesos van fer una demostració naval a la costa algeriana el setembre de 1819.
A Constantina (Algèria) i Orà van esclatar revoltes locals que els deys subordinats d'aquestes regions no podien controlar; la revolta de Constantina, tribal, fou dominada el 1826; a Orà era la rebel·lió era de caràcter religiós i va poder ser controlada el 1828. Els cabilencs estaven revoltats tanmateix i els britànics van refusar entregar a alguns cabilencs que Husayn demanava; en revenja va expulsar al cònsol britànic; el Regne Unit va enviar una flota que va bombardejar Alger el juny de 1824, però que va tenir poc efecte.
Amb França s'arrossegava un llarg conflicte diplomàtic referit als deutes dels comerciants jueus Bacri i Busnach i del mateix dey; a causa d'aquest conflicte, que s'havia iniciat ja abans del 1818, el dey va colpejar al cònsol francès Deval amb el caçamosques (30 d'abril de 1827) durant una audiència; després va refusar presentar excuses i la flota francesa va bloquejar la costa algeriana. El 3 d'agost de 1829, canons algerians van disparar contra el vaixell d'un plenipotenciari francès, sense ordes de Husayn que no obstant va refusar les reparacions exigides. Això va decidir a França a una expedició militar.
La conquesta d'Algèria per França començà amb el desembarcament de l'exèrcit africà a Sidi-Ferruch el 14 de juny de 1830, comandat pel general Louis Auguste Victor de Ghaisne de Bourmont El 4 de juliol els francesos el van comminar a la rendició i l'endemà al matí (5 de juliol) es va rendir i va entregar el segell. Va sortir d'Alger cap a Itàlia on va restar uns anys i després va anar a Alexandria on va morir el 1848.